# 영천중학교 (경북)
영천중학교(永川中學校)는 대한민국 경상북도 영천시 문내동에 있는 공립 중학교로, 이 학교는 아직 일제 강점기 시대였던 1927년 4월 30일에 경북영천공립농업보습학교로 첫 개교되었다.

## 학교 연혁
- 1927년 4월 30일 : 영천 공립 농업 보습학교 발족
- 1935년 11월 20일 : 영천 공립 농업실습학교로 교명 개명
- 1946년 8월 31일 : 영천 공립 초급중학교로 승격
- 1946년 10월 10일 : 개교식
- 1947년 7월 11일 : 제1회 졸업식(49명)
- 1950년 6월 1일 : 영천 농업중학교로 교명 개명
- 1951년 9월 1일 : 영천중학교로 교명 개명
- 1964년 6월 1일 : 영천 중·고등학교 통합
- 1976년 9월 1일 : 영천중학교/영천고등학교 분리
- 1983년 3월 1일 : 현건물로 이전
- 1985년 3월 1일 : 특수학급 운영
- 1999년 10월 10일 : 탁마관(체육관) 준공
- 2000년 12월 31일 : 급식소 준공
- 2004년 10월 13일 : 가람글터 도서관 개관
- 2010년 2월 1일 : 교과교실(수학,과학,영어) 9실 설치
- 2011년 9월 1일 : 창의경영학교(교육과정혁신형)지정 운영(2.5년)
- 2012년 3월 1일 : 경제교육 연구학교 지정 운영(2년)
- 2023년 3월 1일 : 제31대 김정남 교장 부임
- 2024년 1월 5일 : 제78회 졸업식(130명) 졸업생 총수(19,423명)
- 2024년 3월 4일 : 신입생 입학식(107명)

## 참고 자료
- 영천중학교 - 한국교육학술정보원 학교알리미